# 平将門討伐絵巻
『平将門討伐絵巻』（たいらのまさかどとうばつえまき）は1932年に日本で公開されたサイレント映画。合同映画製作。

## スタッフ
- 監修：田中十三
- 監督：中川紫朗
- 脚本：森江章治
- 原作：不動明王賛仰会
- 撮影：岸雅夫

## キャスト
- 浄雲居士
- 草間実
- 小島一代